# Національний музей у Львові
Націона́льний музе́й у Льво́ві імені Андре́я Шепти́цького. Науко́во-худо́жній фонд митрополи́та Андре́я Шепти́цького — національний художній музей, одна з найвизначніших в Україні скарбниць пам'яток вітчизняної культури і мистецтва. Розташований у Львові: основний корпус — на проспекті Свободи, 20, другий корпус — на вулиці Драгоманова, 42 (палац Дуніковських).
Закладений 1905 року греко-католицьким митрополитом Андреєм Шептицьким як приватна фундація, у 1913 році урочистим актом переданий у дар українському народові.

## Історія
Музей заснував у лютому 1905 року греко-католицький митрополит Андрей Шептицький як приватну фундацію під назвою «Церковний музей» для розвитку української культури. Роботу з організації музею й укомплектування збірок очолив Іларіон Свєнціцький, відомий історик, славіст і мистецтвознавець, у майбутньому — довголітній директор музею (1905—1952). Основу фондів склала особиста колекція засновника, який подарував близько 10000 предметів та утримував музей на власні кошти. Для експонування колекції у 1911 році придбали палац Дуніковських, що розташовувався тоді на вулиці Мохнацького, 42 (нинішня вулиця Драгоманова).
У грудні 1909 року музей перейменували на «Національний музей митрополита Андрея, графа на Шептичах Шептицького», 11 липня 1911 року — на «Національний музей. Ювілейна наукова фундація галицького митрополита Андрея Шептицького». 13 грудня 1913 року урочистим актом музей передано в дар українському народові. Того ж дня експозиції були відкриті для відвідувачів.
У 1930-х роках фонди музею нараховували більше 80 000 експонатів. Після закінчення другої світової війни музей поповнився збірками закритих радянською владою музеїв, зокрема, музеїв Ставропігійного інституту, Львівської митрополії УГКЦ, товариства «Просвіта», НТШ, Народного дому, Богословського наукового товариства, бібліотеки отців Василіян. Музей перейменовано на «Державний музей українського мистецтва», згодом — на «Львівський музей українського мистецтва».
Від 1991 року — «Національний музей у Львові. Науково-художній фонд митрополита Андрея Шептицького». Музей отримав нинішній основний корпус — будівлю на проспекті Свободи, 20, побудовану для Промислового музею на початку XX століття, в якому в радянський час розміщувався Музей Леніна. У 2005 році Національний музей отримав сучасну назву.

## Колекція
На сьогодні фонди музею налічують понад 100000 одиниць збереження, репрезентуючи вікові традиції розвитку українського мистецтва та національної культури.
Предметом особливої гордості є найбільша й найповніша в Україні колекція середньовічного українського сакрального мистецтва XII—XVIII століть. Це ікони, скульптура, рукописи і стародруки, декоративна різьба, металопластика та гаптовані церковні тканини. Найбільш багатогранно у збірці музею представлена ікона XIV—XVIII століть, здебільшого з теренів Західної України. Відомо, що Іларіон Свєнціцький приїжджав до бойківського села Мшанець, щоб особисто забрати деякі старі ікони з церкви Різдва Пресвятої Богородиці до музею.
Епохи українського ренесансу та бароко представлені у творчості Івана Рутковича (Жовківський іконостас XVII століття) і Йова Кондзелевича (Богородчанський іконостас, 1698—1705).

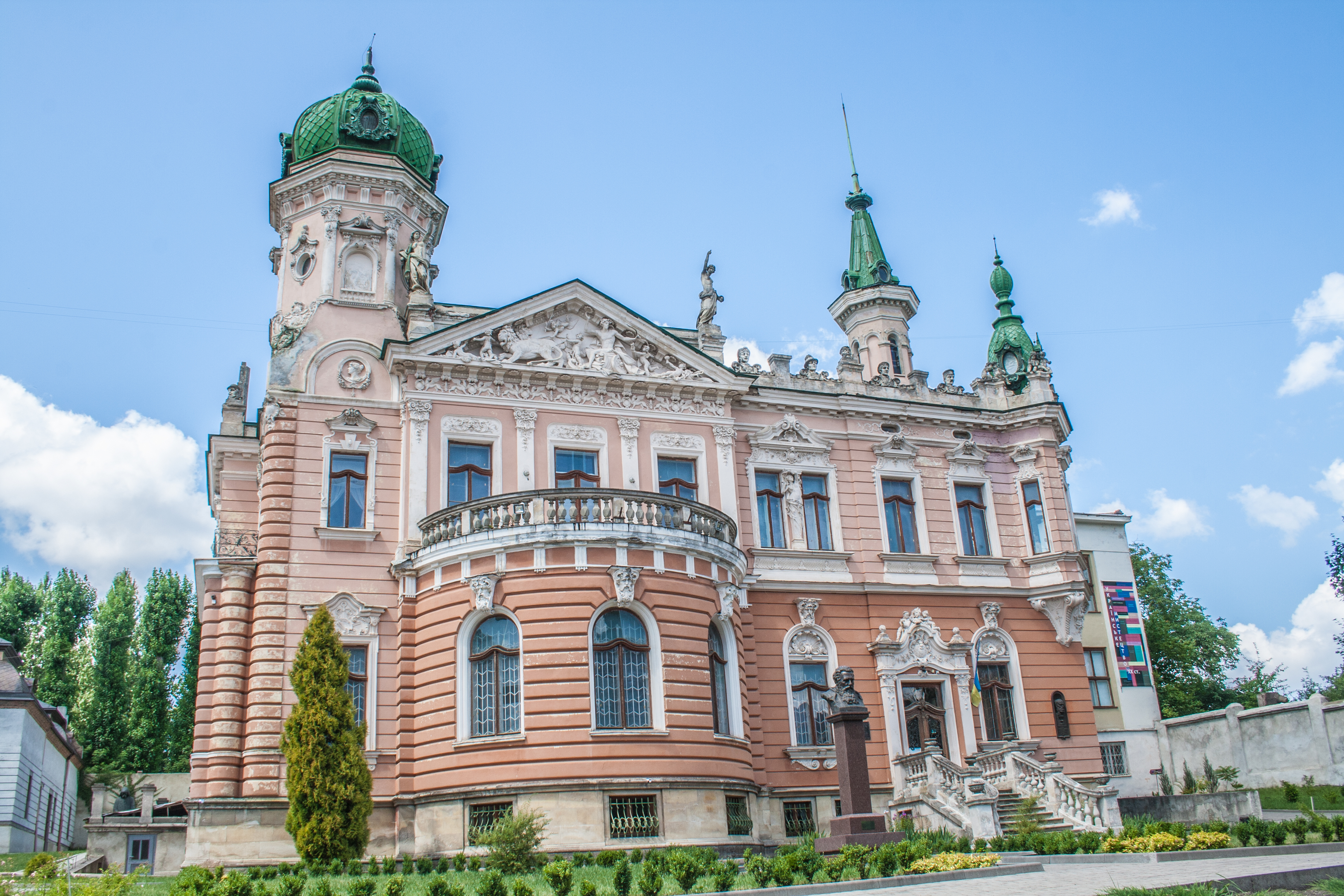
Корпус на Драгоманова (Палац Дуніковських)

Вартісні пам'ятки писемної культури зосереджені у збірці рукописів та стародруків, формування якої розпочалося від часу заснування музею. Основу збірки заклали зразки, подаровані митрополитом А. Шептицьким, а її поповнення на науковій основі було продовжене професором І. Свєнціцьким. Збагатили колекцію і дари діячів культури та просвіти, духовних осіб, а також скарби із збірок Ставропігійського інституту, Львівської Греко-Католицької Митрополії та Капітули, товариства «Просвіта», НТШ, Народного дому, Богословського наукового товариства, бібліотеки отців Василіян, переданих до музею після 1939 року, зокрема Бучацьке Євангеліє.

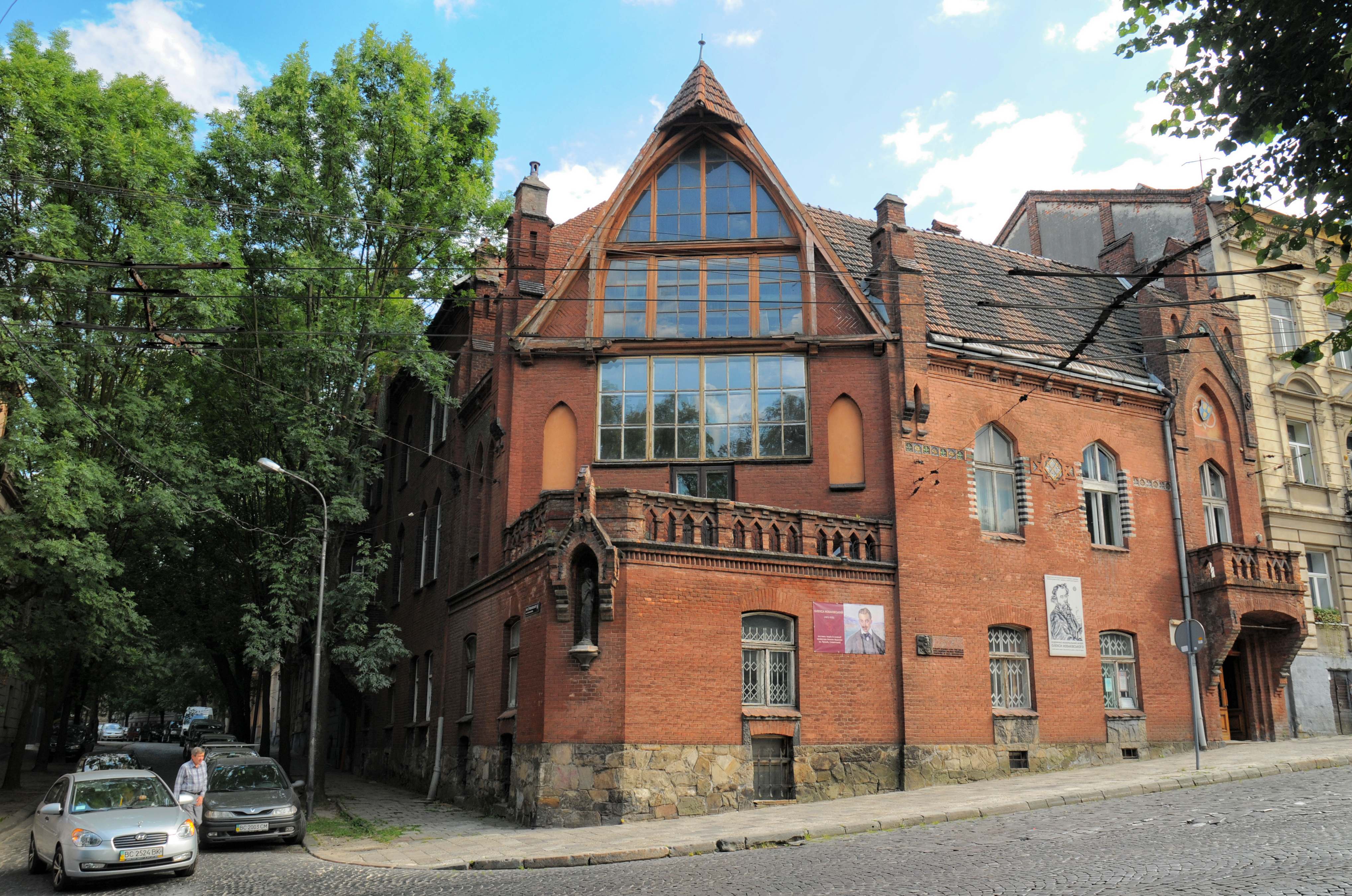
Художньо-меморіальний музей Олекси Новаківського, філіал Національного музею

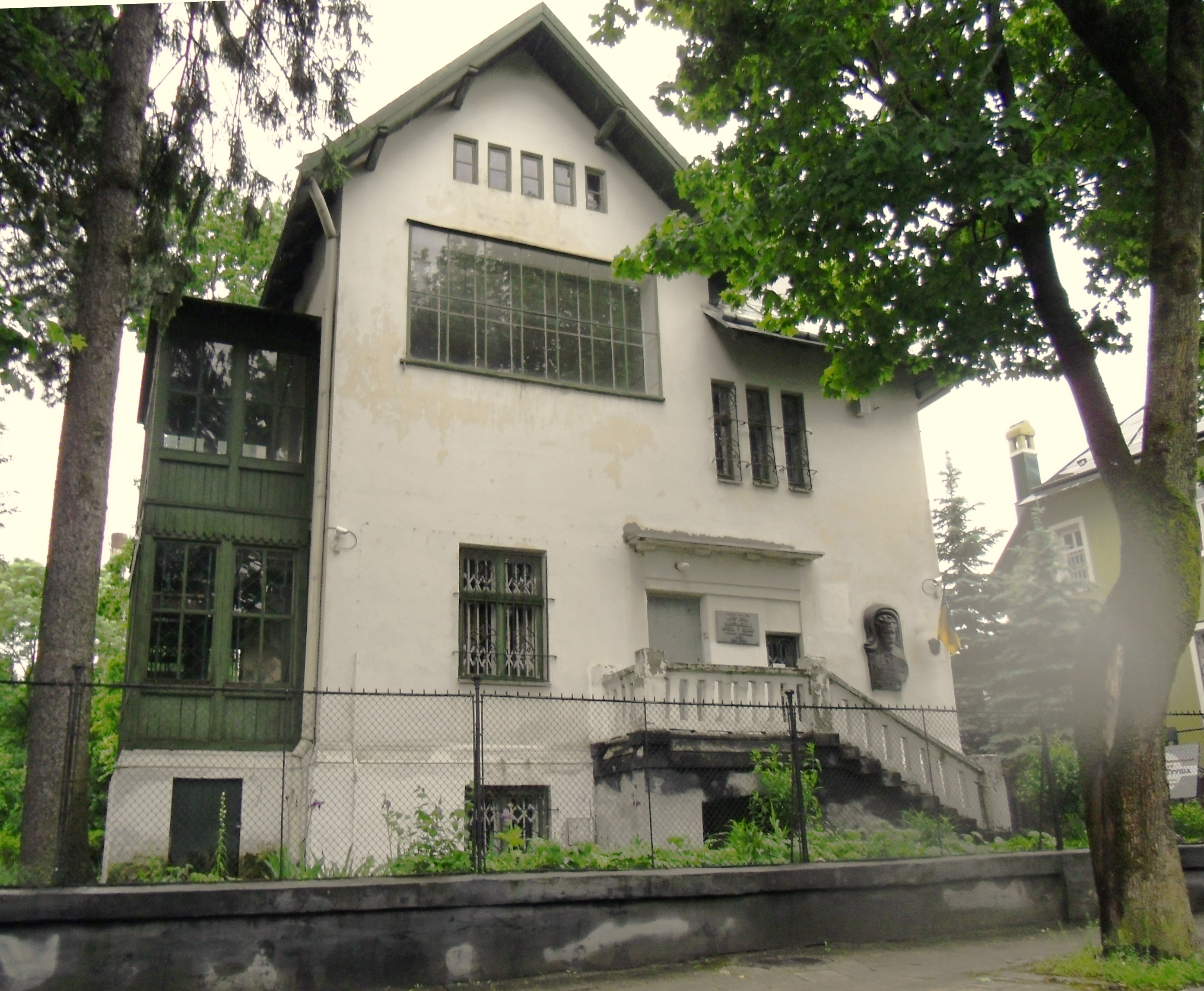
Художньо-меморіальний музей Івана Труша, філіал Національного музею

Водночас у фондах музею зберігаються шедеври й таких митців європейського значення, як Пінзель, Полейовський, Філевич та інші. Дуже вартісною у колекціях є підбірка української народної та професійної гравюри XVII—XVIII століть (близько 1000 одиниць збереження).
Розвиток українського мистецтва XIX — початку XX століть репрезентує збірка творів живопису художників Наддніпрянської та Західної України.
Гордістю музейної колекції є низка оригінальних творів Тараса Шевченка.
У збірці творів XIX — початку XX століть — мистецька спадщина класиків української образотворчості К. Устияновича, Т. Копистинського, С. Васильківського, Ф. Красицького, А. Манастирського, І. Труша, О. Кульчицької, а також твори митців, чиї імена були надовго викреслені з духовної скарбниці українського народу, — М. Бойчука, М. Сосенка, Л. Ґеца, П. Холодного.
На окрему увагу заслуговують зібрання творів народного мистецтва, які формувалися уже в перші роки існування музею. Сьогодні вони налічують понад 20 тис. одиниць і представляють усі типологічні різновиди та жанри народного мистецтва, обіймаючи період XVII—XX століть. Це вироби з кераміки, кості, металу, тканини, вишивка, різьба по дереву, народний одяг, писанки, витинанки, малювання на склі.
Найкращі твори з музейних збірок представлені увазі шанувальників мистецтва у постійних експозиціях:
- «Давнє українське мистецтво»;
- «Мистецтво XIX — початку XX століть»;
- «Українське мистецтво XX століття»;
- «Народне мистецтво».

Окрім постійних експозицій, в музеї також відбуваються тимчасові виставки.
Крім того, працюють музеї-філії, експозиції яких розгорнені в оселях і творчих майстернях митців:
- Художньо-меморіальний музей Олекси Новаківського;
- Художньо-меморіальний музей Олени Кульчицької;
- Художньо-меморіальний музей Івана Труша;
- Художньо-меморіальний музей Леопольда Левицького;
- Мистецький музей Леся Курбаса (Самбір).

### Дарунок Галини Горюн-Левицької
Пані Галина — громадянка Канади українського походження. Клопотання про подальшу долю свого мистецького зібрання спонукало до передачі його на батьківщину у лютому 2009 року. Особливість колекції — твори митців українського походження, яких поглинула еміграція, та через їх талант надала їх прихисток і звеличила. Митці працювали в Європі, Австралії, країнах Північної та Південної Америки.
Кількість творів нараховує 119 зразків. Майже всі твори — XX століття. Найдавніша картина — «Алушта, Крим», 1924 р. (худ. Василь Кричевський). Розмаїття мистецьких напрямків, жанрів та творів, імен, серед яких:
- Гніздовський Яків;
- Грищенко Олекса;
- Гуцалюк Любослав;
- Левицький Мирон;
- Мазепа Галина;
- Неділко Микола;
- Хмелюк Василь.

Ці твори передані до Національного музею у Львові імені Андрея Шептицького, що значно розширює уяву про митців-українців та їх творчість, де б вони не жили.

## Будівля музею
Головний корпус розташований на нинішньому проспекті Свободи, 20. Збудований на межі XIX–XX століть коштом Галицької ощадної каси і призначався для музею художніх промислів, який на той час не мав власного приміщення. Для будівництва містом було надано ділянку — південну частину площі Каструм, що залишалася незабудованою після того, як 1802 року було розібрано львівський Низький замок. 1888 року Галицька ощадна каса виділила 400 тис. корон і наступного року було проведено конкурс ескізів, на якому перемогу здобула робота професора львівської Вищої політехнічної школи скульптора Леонарда Марконі. 1890 року було проведено другий тур, де переможцем став професор Цісарсько-королівської політехнічної школи у Львові архітектор Густав Бізанц. Друге місце посів проєкт краківського архітектора Яна Завейського, а третє — проєкт Леонарда Марконі. Однак інвестор відмовився від реалізації проєкту Бізанца і проєктування було доручено одному з членів журі Юзефу Каетану Яновському, котрий у співавторстві зі скульптором Леонардом Марконі розробив новий проєкт, який було реалізовано протягом 1898—1904 років будівельною фірмою Едмунда Жиховича. В проєктуванні взяв участь також і практикант Яновського — молодий архітектор Євген Весоловський. Орнаментальну ліпнину, виконаною Антонієм Попелем і Михайлом Паращуком. Між колонами портиків розташовувалися алегоричні скульптури Петра Війтовича, знищені 1952 року під час адаптації будівлі під музей імені В. Леніна. Тоді ж в інтер'єрі музею знищено скульптуру «Гончар» авторства Григорія Кузневича.
Музей, збудований на межі XIX—XX століть, є останньою значною спорудою періоду історизму в архітектурі Львова. В еклектичній палітрі стилів будівлі домінує неоренесанс. Будинок відображав сучасні тенденції будівництва музеїв: навколо єдиного внутрішнього простору з верхнім світлом згруповано приміщення виставкових залів, бібліотеки і зали засідань. Споруда двоповерхова на високому цоколі з великими підвалами. На композиційне вирішення фасадів вплинула архітектура Музею історії мистецтв у Відні.

## Директори
- Іларіон Свєнціцький (1905—1952);
- Ждан-Андрій Новаківський (1983–1994)[3];
- Василь Откович (1994—2001)[4];
- Мирослав Откович (2001—2003)[5];
- Тетяна Лупій (2003—2005)[6];
- Ігор Кожан (від 2005)[7].

## Світлини

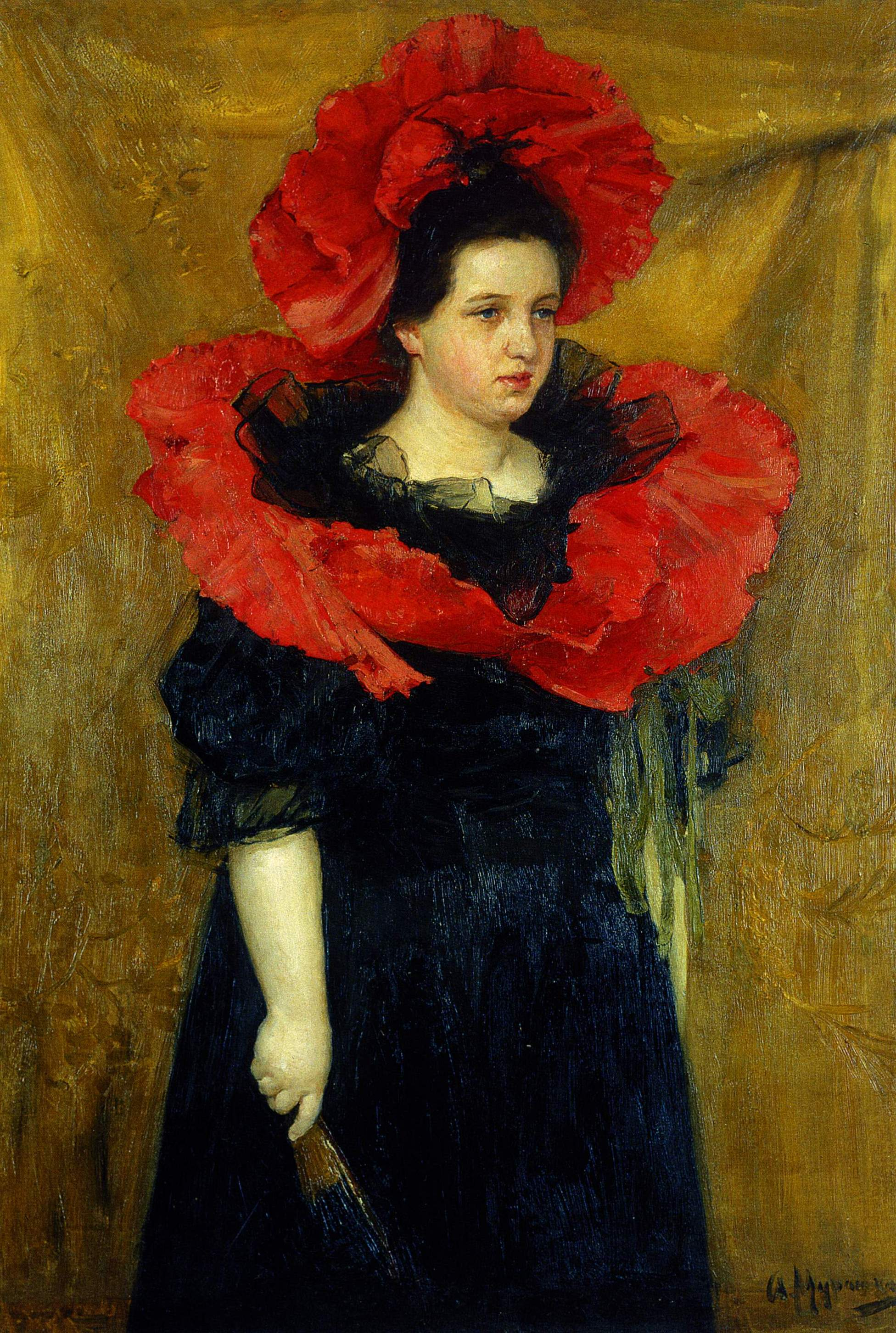
Мак (Ольга Прахова в маскарадній сукні; художник О. Мурашко)